# Нові Шордани
Нові Шорда́ни (рос. Новые Шорданы, чув. Çĕнĕ Шуртан) — присілок у складі Канаського району Чувашії, Росія. Входить до складу Янгліцького сільського поселення.
Населення — 90 осіб (2010; 102 у 2002).
Національний склад:
- чуваші — 95 %